# Сокольники (Ленінградська область)
Сокольники (рос. Сокольники) — присілок у Лузькому районі Ленінградської області Російської Федерації.
Населення становить 129 осіб. Належить до муніципального утворення Оредежське сільське поселення.

## Історія
Згідно із законом від 28 вересня 2004 року № 65-оз належить до муніципального утворення Оредежське сільське поселення.

## Населення
| 1838 | 1862 | 1885 | 1965 | 1997 | 2007 | 2010 |
| ---- | ---- | ---- | ---- | ---- | ---- | ---- |
| 59   | ↘56  | ↗104 | ↗195 | ↘163 | →163 | ↘129 |